# Stefan Rehder
Stefan Rehder (* 1967 in Deutschland) ist ein deutscher römisch-katholischer Journalist und Autor von Sachbüchern im Bereich Bioethik und Lebensschutz.

## Leben
Rehder studierte Geschichte, Philosophie und Germanistik an der Universität zu Köln und an der Ludwig-Maximilians-Universität München, wo er den Magister artium erwarb. Anschließend wirkte er als Pressereferent des Bundesministeriums für Bildung und Forschung und als Redakteur der Passauer Neuen Presse sowie als freier Journalist für Focus, Deutschlandfunk und dem Rheinischen Merkur.
1998 gründete er die Rehder Medienagentur, die bis 2008 christliche Aktionen unterstützte. Er ist Redaktionsleiter der Zeitschrift Lebensforum der Aktion Lebensrecht für Alle (ALfA) und Korrespondent für Bioethik der rechtskatholischen Zeitung Die Tagespost.
Rehder ist verheiratet, Vater von drei Kindern und lebt in Würzburg. Er ist Mitglied im Verband der Wissenschaftlichen Katholischen Studentenvereine Unitas.